# Atlantischer Eidechsenfisch
Der Atlantische Eidechsenfisch (Synodus saurus) ist ein Raubfisch aus der Familie der Eidechsenfische (Synodontidae). Er ist gut getarnt und lauert seiner Beute am Meeresgrund auf. Der Kopf sowie der Körper dieses Fisches erinnern an eine Eidechse. Die Erstbeschreibung der Art erfolgte 1758 durch Carl von Linné.

## Merkmale
Der Atlantische Eidechsenfisch ist im Schnitt etwa 20 cm lang und erreicht Maximallängen von rund 40 cm.
Man erkennt ihn unter anderem an seinem großen Maul, welches mit vielen spitzen Zähnen besetzt ist. Die Maulspalte reicht bis weit hinter das Auge. Der Fisch erscheint insgesamt bräunlich bis sandfarben, wobei die Unterseite blasser ist. Atlantische Eidechsenfische weisen auf ihrem Rücken etwa 8 mehr oder weniger dunkle Querbänder auf. Diese befinden sich zwischen dem Hinterkopf und dem Ansatz der Schwanzflosse (Caudalis). Größere Exemplare sind mit feinen, unregelmäßigen Linien und Punkten gemustert. Der Atlantische Eidechsenfisch hat auf den Flanken unregelmäßige blaue oder weiße Linien. Im Gegensatz zu Synodus synodus befindet sich auf der Schnauzenspitze kein dunkler Punkt.
Die Musterung des Atlantischen Eidechsenfisches variiert je nach Untergrund, um eine optimale Tarnung zu gewährleisten. So sind zum Beispiel die Querbänder auf dem Rücken bei felsigem Untergrund breiter und erscheinen bräunlich.
Der Kopf ist relativ kurz und nimmt nur etwa 1/4 - 2/9 der Körperlänge ohne Schwanzflosse ein. Auf der Oberseite ist der Kopf uneben. Die Breite des Schädelknochens zwischen den Augen (Interorbitalbreite) variiert zwischen 1/5 - 2/3 der Kopflänge. Das Auge ist beim Atlantischen Eidechsenfisch mit einem Durchmesser von 1/8 - 3/16 der Kopflänge eher mittelgroß. Die Schnauzenlänge entspricht etwa dem Augendurchmesser oder ist ein wenig größer als dieser. Die Basis der Afterflosse (Analis) ist kurz. Sie ist ungefähr so lang wie die Basis der Rückenflosse (Dorsalis) oder minimal kürzer. Die Brustflossen (Pectoralia) sind kurz und reichen bis zum Ansatz der Bauchflossen (Ventralia), aber nicht bis zum Ansatz der Rückenflosse. 11–13 Flossenstrahlen stützen die Rückenflosse, die Afterflosse wird von 9–12 Flossenstrahlen gestützt. Die Bauchflossen weisen jeweils 8 Flossenstrahlen auf und die Brustflossen je 12–14 Flossenstrahlen. Außerdem ist eine kleine Fettflosse (Adipose) vorhanden. Der Körper des Atlantischen Eidechsenfisches ist beschuppt. Entlang der Seitenlinie weist er 54–60 Schuppen auf. Zwischen der Seitenlinie und der Mitte der Rückenflossenbasis befinden sich 3½ Schuppen.
Das Geschlecht lässt sich nur anhand der Keimdrüsen (Gonade) bestimmen, Synodus saurus weist also keinen äußeren Sexualdimorphismus auf.

## Verbreitung und Lebensraum
Der Atlantische Eidechsenfisch kommt im Ostatlantik von Marokko bis Kap Verde, im Bereich der Azoren und im Mittelmeer vor. Sein Verbreitungsgebiet im Westatlantik beinhaltet Bermuda, die Bahamas und die Kleinen Antillen (Leeward Islands).
Man trifft den Atlantischen Eidechsenfisch bevorzugt auf sandigem oder sandig-felsigen Untergrund in der Nähe von Inseln an. Außerdem findet man ihn oft in der Nähe von Seegraswiesen. Für gewöhnlich hält er sich in Tiefen von höchstens 20 m auf. Diese Fische wurden allerdings auch schon in bis zu 400 m Tiefe nachgewiesen.

## Verhalten
Den Atlantischen Eidechsenfisch trifft man in der Regel am Meeresgrund lauernd an. Man sieht ihn dann häufig mit erhobener vorderer Körperhälfte, den Kopf nach oben gerichtet. Dabei stützt er sich auf seinen Bauchflossen ab. Bei sandigem Grund kommt es vor, dass diese Fische sich eingraben.
Für gewöhnlich entfernen sich Atlantische Eidechsenfische beim Schwimmen nicht weiter als einen halben Meter vom Grund. Dies gilt allerdings nicht für die Jagd. Hierbei beobachten und verfolgen sie potentielle Beutefische oft über längere Zeit, bevor sie einen Angriff wagen. An einer geeigneten Stelle lauert der Eidechsenfisch dann regungslos und gut getarnt am Grund. Wenn er sich für einen Beutefisch entschieden hat, startet er einen pfeilschnellen Angriff. Dabei steigt er bis zu 5 m weit vom Grund auf. In den meisten Fällen schwimmt er dann wieder direkt an seinen vorherigen Standplatz zurück. Die meisten Angriffe sind allerdings erfolglos.
Bei Gefahr versucht der Atlantische Eidechsenfisch den Angreifer durch Drohgebärden einzuschüchtern. Dabei nutzt er sein großes Maul, den Körper und die Flossen. Funktioniert dies nicht, ergreift er die Flucht.
Atlantische Eidechsenfische konkurrieren untereinander um Territorien und um gute Jagdplätze. Sie -schwimmen mit erhobener Rückenflosse schnell aufeinander zu, um Konkurrenten zu vertreiben.

## Ernährung
Der Atlantische Eidechsenfisch ist ein opportunistischer Raubfisch, welcher sich hauptsächlich von anderen Fischen ernährt. Gejagt werden die Fische, welche regional und saisonal am häufigsten vorhanden sind. Dabei konzentriert er sich vor allem auf Jungtiere (Juvenile) freischwimmender Schwarmfische, wie zum Beispiel Meerbrassen (Sparidae) und Heringe (Clupeidae). Jüngere Eidechsenfische suchen sich kleinere Beutefische aus als ihre größeren Artgenossen. Wirbellose Organismen spielen als Beute eine eher untergeordnete Rolle.
Es wurde nachgewiesen, dass Atlantische Eidechsenfische auch Anilocra physodes fressen, eine parasitische Assel. Dadurch erschließen sie sich eine neue Futterquelle und befreien sich gleichzeitig von diesem Parasiten.

## Fortpflanzung
Über die Fortpflanzung von Synodus saurus ist nur wenig bekannt. Weibliche Atlantische Eidechsenfische erreichen die Geschlechtsreife nach 3 Jahren, die Männchen schon nach 2 Jahren. Die Fische vermehren sich im Zeitraum zwischen Juni und Oktober. Das Ablaichen erfolgt in regelmäßigen Abständen. Dazwischen liegen Ruhephasen, in denen sich die Keimdrüsen (Gonaden) erneuern. Die Eizellen selbst sind klein und zahlreich. Ein einzelnes Weibchen legt je nach Körpergröße zwischen 2 000 und 100 000 Eier pro Laichgang ab.
Es wird vermutet, dass im Juni die Männchen um Weibchen konkurrieren. Im August wurde außerdem beobachtet, dass sich manche Eidechsenfische paarweise zusammen aufhalten. Dabei liegen sie eng beieinander am Meeresgrund, wobei sich der Kopf des einen Fisches an der Schwanzflosse des anderen Fisches befindet. Aufgrund des fehlenden äußeren Geschlechtsdimorphismus lässt sich allerdings nicht erkennen, ob es sich dabei um Männchen und Weibchen handelt.

## Atlantischer Eidechsenfisch und Mensch
Trotz ihres zähnestarrenden Maules sind Atlantische Eidechsenfische für den Menschen harmlos.
Synodus saurus spielt wirtschaftlich keine große Rolle. Berufsfischer landen ihn lediglich hin und wieder als Beifang an. Die Art wird als „Gamefish“ gelistet, ist also relevant in der Sportfischerei.
Am 4. Februar 2009 hat die Weltnaturschutzunion (IUCN) den Atlantischen Eidechsenfisch als „nicht gefährdet“ (LC=Least Concern) eingeschätzt. Der Populationstrend der Art ist zwar unbekannt, allerdings ist Synodus saurus eine relativ häufig angetroffene Art in ihrem jeweiligen Verbreitungsgebiet. Mancherorts geht man sogar von einer Vergrößerung des Verbreitungsgebietes aus. Eine Gefährdung des Bestandes durch den geringen fischereilichen Druck scheint unwahrscheinlich.